# Carsten Schloter
Carsten Schloter (Erlenbach am Main, 7 dicembre 1963 – Villars-sur-Glâne, 23 luglio 2013) è stato un dirigente d'azienda tedesco, amministratore delegato di Swisscom SA e presidente ed amministratore delegato di Fastweb.

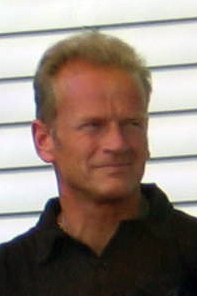
Carsten Schloter, 2009

Si è Laureato in Economia Aziendale presso Université Dauphine di Parigi.
Si è tolto la vita nella sua abitazione in Svizzera nel luglio 2013 all'età di 49 anni.

## Carriera
- 1985-1993 Mercedes Benz France SA, Responsabile della divisione di automatizzazione/organizzazione dei concessionari e dell'amministrazione Mercedes Benz France
- 1992-1994 Membro del Management Board presso debitel France SA
- 1995-1999 debitel Deutschland
- 1999 Membro del Management Board di debitel AG
- 2000-2001 responsabile Public Com e responsabile Mobil Com di Swisscom
- 2000 (marzo) membro del Comitato di Direzione del Gruppo Swisscom
- 2001-2006 (gennaio) CEO di Swisscom Mobile SA
- 2006 (gennaio) CEO di Swisscom SA

Altri mandati
- Membro del Supervisory Board di Vodafone D2 GmbH
- Presidente del Consiglio d'amministrazione di Fastweb S.p.A.